# Cyclononanon
Cyclononanon ist eine chemische Verbindung aus der Gruppe der Cycloalkanone.

## Gewinnung und Darstellung
Cyclononanon kann durch Reaktion von 1-(Aminomethyl)-cyclooctanol mit Salpetriger Säure gewonnen werden. Andere Synthesen sind ebenfalls bekannt.

## Eigenschaften
Cyclononanon ist ein farbloser Feststoff.